# جام جهانی کشتی ۲۰۱۵ – آزاد مردان
مسابقه جام جهانی کشتی آزاد مردان در سال ۲۰۱۵ برای دومین بار در شهر لس آنجلس و بیست و هشتمین بار در آمریکا به تاریخ ۱۱ الی ۱۲ آوریل برگزار گردید.

## مرحله گروهی
|  | تیم منتخب برای مقام اول  |
|  | تیم منتخب برای مقام سوم  |
|  | تیم منتخب برای مقام پنجم |
|  | تیم منتخب برای مقام هفتم |

### گروه الف
| تیم              | بازی | برد | باخت |
| ---------------- | ---- | --- | ---- |
| ایران            | ۳    | ۳   | ۰    |
| جمهوری آذربایجان | ۳    | ۲   | ۱    |
| بلاروس           | ۳    | ۱   | ۲    |
| ترکیه            | ۳    | ۰   | ۳    |

| ایران ۸ - بلاروس ۰ | ایران ۸ - بلاروس ۰ | ایران ۸ - بلاروس ۰ | ایران ۸ - بلاروس ۰ |
| وزن                | کشتی‌گیر ایران      | نتیجه              | کشتی‌گیر بلاروس     |
| ------------------ | ------------------ | ------------------ | ------------------ |
| ۵۷                 | حسن رحیمی          | ۵–۲                | ولادیسلاو آندریو   |
| ۶۱                 | بهنام احسان پور    | ۷–۰                | ژیانیس ماکسیموف    |
| ۶۵                 | احمد محمدی         | ۱۱–۰               | عظمت نورکیکائو     |
| ۷۰                 | حسن یزدانی         | ۱۲–۱               | ژان صافیان         |
| ۷۴                 | مرتضی رضایی قلعه   | ۴–۴                | علی شعبان‌اف        |
| ۸۶                 | علیرضا کریمی       | ۷–۴                | آمارحاجی محمدوف    |
| ۹۷                 | رضا یزدانی         | ۱۰–۰               | ایوان یانکوسکی     |
| ۱۲۵                | پرویز هادی         | ۶–۰                | آلکسی شماروف       |

| جمهوری آذربایجان ۷ - ترکیه ۱ | جمهوری آذربایجان ۷ - ترکیه ۱ | جمهوری آذربایجان ۷ - ترکیه ۱ | جمهوری آذربایجان ۷ - ترکیه ۱ |
| وزن                          | کشتی‌گیر جمهوری آذربایجان     | نتیجه                        | کشتی‌گیر ترکیه                |
| ---------------------------- | ---------------------------- | ---------------------------- | ---------------------------- |
| ۵۷                           | یاشار علی‌اف                  | ۹–۴                          | سزار آکگول                   |
| ۶۱                           | حاجی علی‌اف                   | ۱۷–۴                         | رکپ آکتاس                    |
| ۶۵                           | طغرل عسگراف                  | ۱۱–۰                         | صفا آکسوی                    |
| ۷۰                           | روسلان دبیرکاجیف             | –                            | حاضر نشد                     |
| ۷۴                           | جبرییل حسن‌اف                 | ۶–۳                          | سونر دمیرتاش                 |
| ۸۶                           | الکساندر گوستیف              | ۴–۲                          | سردار بوکه                   |
| ۹۷                           | شریف شریف‌اف                  | ۲–۰                          | ابراهیم بولکباشی             |
| ۱۲۵                          | جمال الدین ماگومداف          | Fall–برد                     | تانجو جمیسی                  |

| ایران ۷ - ترکیه ۱ | ایران ۷ - ترکیه ۱ | ایران ۷ - ترکیه ۱ | ایران ۷ - ترکیه ۱ |
| وزن               | کشتی‌گیر ایران     | نتیجه             | کشتی‌گیر ترکیه     |
| ----------------- | ----------------- | ----------------- | ----------------- |
| ۵۷                | یونس سرمستی       | ۱۰–۱۳             | سزار آکگول        |
| ۶۱                | بهنام احسان پور   | ۵–۰               | رکپ آکتاس         |
| ۶۵                | مسعود اسماعیل پور | ۱۰–۰              | صفا آکسوی         |
| ۷۰                | حسن یزدانی        | –                 | حاضر نشد          |
| ۷۴                | پیمان یاراحمدی    | –                 | حاضر نشد          |
| ۸۶                | میثم مصطفی جوکار  | ۱۰–۰              | سردار بوکه        |
| ۹۷                | محمدحسین محمدیان  | ۴–۴               | ابراهیم بولکباشی  |
| ۱۲۵               | کمیل قاسمی        | برد–Fall          | تانجو جمیسی       |

| جمهوری آذربایجان ۶ - بلاروس ۲ | جمهوری آذربایجان ۶ - بلاروس ۲ | جمهوری آذربایجان ۶ - بلاروس ۲ | جمهوری آذربایجان ۶ - بلاروس ۲ |
| وزن                           | کشتی‌گیر جمهوری آذربایجان      | نتیجه                         | کشتی‌گیر بلاروس                |
| ----------------------------- | ----------------------------- | ----------------------------- | ----------------------------- |
| ۵۷                            | جلال سلیمانوف                 | ۱۲–۲                          | ولادیسلاو آندریو              |
| ۶۱                            | حاجی علی‌اف                    | ۱۲–۲                          | ژیانیس ماکسیموف               |
| ۶۵                            | طغرل عسگراف                   | ۶–۲                           | عظمت نورکیکائو                |
| ۷۰                            | روسلان دبیرکاجیف              | ۸–۰                           | ژان صافیان                    |
| ۷۴                            | جبرییل حسن‌اف                  | ۱–۱                           | علی شعبان‌اف                   |
| ۸۶                            | الکساندر گوستیف               | ۱–۱                           | آمارحاجی محمدوف               |
| ۹۷                            | شریف شریف‌اف                   | ۱۱–۱                          | ایوان یانکوسکی                |
| ۱۲۵                           | جمال الدین ماگومداف           | ۳–۵                           | آلکسی شماروف                  |

| بلاروس ۵ - ترکیه ۳ | بلاروس ۵ - ترکیه ۳ | بلاروس ۵ - ترکیه ۳ | بلاروس ۵ - ترکیه ۳ |
| وزن                | کشتی‌گیر بلاروس     | نتیجه              | کشتی‌گیر ترکیه      |
| ------------------ | ------------------ | ------------------ | ------------------ |
| ۵۷                 | ولادیسلاو آندریو   | ۵–۳                | سزار آکگول         |
| ۶۱                 | ژیانیس ماکسیموف    | ۴–۱۴               | رکپ آکتاس          |
| ۶۵                 | عظمت نورکیکائو     | ۱۱–۰               | مصطفی کارتال       |
| ۷۰                 | ژان صافیان         | –                  | حاضر نشد           |
| ۷۴                 | علی شعبان‌اف        | ۳–۴                | سونر دمیرتاش       |
| ۸۶                 | آمارحاجی محمدوف    | ۷–۸                | سردار بوکه         |
| ۹۷                 | ایوان یانکوسکی     | ۲۰–۹               | ابراهیم بولکباشی   |
| ۱۲۵                | آلکسی شماروف       | ۱۰–۰               | تانجو جمیسی        |

| ایران ۷ - جمهوری آذربایجان ۱ | ایران ۷ - جمهوری آذربایجان ۱ | ایران ۷ - جمهوری آذربایجان ۱ | ایران ۷ - جمهوری آذربایجان ۱ |
| وزن                          | کشتی‌گیر ایران                | نتیجه                        | کشتی‌گیر جمهوری آذربایجان     |
| ---------------------------- | ---------------------------- | ---------------------------- | ---------------------------- |
| ۵۷                           | حسن رحیمی                    | ۸–۲                          | جلال سلیمانوف                |
| ۶۱                           | بهنام احسان پور              | ۵–۵                          | حاجی علی‌اف                   |
| ۶۵                           | احمد محمدی                   | ۱۴–۱۰                        | طغرل عسگراف                  |
| ۷۰                           | حسن یزدانی                   | ۱۰–۸                         | روسلان دبیرکاجیف             |
| ۷۴                           | مرتضی رضایی قلعه             | ۱۲–۲                         | جبرییل حسن‌اف                 |
| ۸۶                           | میثم مصطفی جوکار             | ۱۲–۱                         | الکساندر گوستیف              |
| ۹۷                           | رضا یزدانی                   | ۱–۹                          | شریف شریف‌اف                  |
| ۱۲۵                          | پرویز هادی                   | ۱۲–۲                         | جمال الدین ماگومداف          |

### گروه ب
| تیم                 | بازی | برد | باخت |
| ------------------- | ---- | --- | ---- |
| ایالات متحده آمریکا | ۳    | ۳   | ۰    |
| روسیه               | ۳    | ۲   | ۱    |
| مغولستان            | ۳    | ۱   | ۲    |
| کوبا                | ۳    | ۰   | ۳    |

| ایالات متحده آمریکا ۶ - کوبا ۲ | ایالات متحده آمریکا ۶ - کوبا ۲ | ایالات متحده آمریکا ۶ - کوبا ۲ | ایالات متحده آمریکا ۶ - کوبا ۲ |
| وزن                            | کشتی‌گیر ایالات متحده آمریکا    | نتیجه                          | کشتی‌گیر کوبا                   |
| ------------------------------ | ------------------------------ | ------------------------------ | ------------------------------ |
| ۵۷                             | تونی راموس                     | Fall–برد                       | یولیس بون                      |
| ۶۱                             | کولمان اسکات                   | ۱–۸                            | مایکل پرز                      |
| ۶۵                             | برنت متکالف                    | ۷–۲                            | فرانکلین مارن                  |
| ۷۰                             | نیک مارابل                     | ۱۰–۰                           | اندی گونزالس                   |
| ۷۴                             | جردن باروز                     | ۶–۲                            | لیوان لوپز                     |
| ۸۶                             | ادوارد روت                     | ۲۲–۱۳                          | رینیریس سالاس                  |
| ۹۷                             | جیک وارنر                      | ۴–۰                            | خاویر کورتینا                  |
| ۱۲۵                            | زاچ ری                         | ۳–۰                            | ادواردو رابی                   |

| روسیه ۵ - مغولستان ۳ | روسیه ۵ - مغولستان ۳ | روسیه ۵ - مغولستان ۳ | روسیه ۵ - مغولستان ۳  |
| وزن                  | کشتی‌گیر روسیه        | نتیجه                | کشتی‌گیر مغولستان      |
| -------------------- | -------------------- | -------------------- | --------------------- |
| ۵۷                   | اوماک سیوریون        | ۸–۱                  | تسوگبارات دامینبازار  |
| ۶۱                   | اگور پونوماریف       | ۳–۱                  | نمخبایار باتسایخان    |
| ۶۵                   | زائوربک سیداکوف      | ۴–۶                  | مانداخناران گانزوریگ  |
| ۷۰                   | اسراییل کاسوموف      | ب–Fall               | باچولون انخبایار      |
| ۷۴                   | عیسی دائودوف         | ۶–۶                  | اونوربات پروجاو       |
| ۸۶                   | دوران کوراگلیف       | ۱۰–۰                 | اوسوغباتار پوروی      |
| ۹۷                   | یوری بلونوفسکی       | ۲–۰                  | خودربولگا دورجخاندین  |
| ۱۲۵                  | تیمور کوتسوئف        | ۱–۸                  | جارگالسایخان چولونبات |

| ایالات متحده آمریکا ۴.برنده - روسیه ۴ | ایالات متحده آمریکا ۴.برنده - روسیه ۴ | ایالات متحده آمریکا ۴.برنده - روسیه ۴ | ایالات متحده آمریکا ۴.برنده - روسیه ۴ |
| وزن                                   | کشتی‌گیر ایالات متحده آمریکا           | نتیجه                                 | کشتی‌گیر روسیه                         |
| ------------------------------------- | ------------------------------------- | ------------------------------------- | ------------------------------------- |
| ۵۷                                    | تونی راموس                            | ۴–۲                                   | اوماک سیوریون                         |
| ۶۱                                    | کولمان اسکات                          | ۱–۱۰                                  | مورشید موتالیموف                      |
| ۶۵                                    | برنت متکالف                           | ۱۳–۳                                  | احمد چاکایف                           |
| ۷۰                                    | نیک مارابل                            | ۴–۶                                   | اسراییل کاسوموف                       |
| ۷۴                                    | جردن باروز                            | ۱۲–۰                                  | یاکوپ شیخژامالوف                      |
| ۸۶                                    | ادوارد روت                            | FALL–ب                                | دوران کوراگلیف                        |
| ۹۷                                    | جیک وارنر                             | ۰–۴                                   | یوری بلونوفسکی                        |
| ۱۲۵                                   | ترول دلاگنف                           | ۱۰–۰                                  | تیمور کوتسوئف                         |

| مغولستان ۵ - کوبا ۳ | مغولستان ۵ - کوبا ۳   | مغولستان ۵ - کوبا ۳ | مغولستان ۵ - کوبا ۳ |
| وزن                 | کشتی‌گیر مغولستان      | نتیجه               | کشتی‌گیر کوبا        |
| ------------------- | --------------------- | ------------------- | ------------------- |
| ۵۷                  | تسوگبارات دامینبازار  | ۵–۱۵                | یولیس بون           |
| ۶۱                  | نمخبایار باتسایخان    | ۹–۵                 | مایکل پرز           |
| ۶۵                  | مانداخناران گانزوریگ  | ۱۱–۰                | فرانکلین مارن       |
| ۷۰                  | باچولون انخبایار      | ۱۱–۰                | اندی گونزالس        |
| ۷۴                  | اونوربات پروجاو       | ۴–۶                 | لیوان لوپز          |
| ۸۶                  | اوسوغباتار پوروی      | –                   | حاضر نشد            |
| ۹۷                  | خودربولگا دورجخاندین  | ۱–۳                 | خاویر کورتینا       |
| ۱۲۵                 | جارگالسایخان چولونبات | ۱۰–۰                | ادواردو رابی        |

| ایالات متحده آمریکا ۸ - مغولستان ۰ | ایالات متحده آمریکا ۸ - مغولستان ۰ | ایالات متحده آمریکا ۸ - مغولستان ۰ | ایالات متحده آمریکا ۸ - مغولستان ۰ |
| وزن                                | کشتی‌گیر ایالات متحده آمریکا        | نتیجه                              | کشتی‌گیر مغولستان                   |
| ---------------------------------- | ---------------------------------- | ---------------------------------- | ---------------------------------- |
| ۵۷                                 | تونی راموس                         | ۱–۱                                | تسوگبارات دامینبازار               |
| ۶۱                                 | کولمان اسکات                       | ۸–۵                                | نمخبایار باتسایخان                 |
| ۶۵                                 | برنت متکالف                        | ۸–۲                                | مانداخناران گانزوریگ               |
| ۷۰                                 | نیک مارابل                         | ۴–۱                                | باچولون انخبایار                   |
| ۷۴                                 | جردن باروز                         | ۶–۰                                | اونوربات پروجاو                    |
| ۸۶                                 | کلایتون فوستر                      | ۲–۲                                | اوسوغباتار پوروی                   |
| ۹۷                                 | جیک وارنر                          | ۳–۰                                | خودربولگا دورجخاندین               |
| ۱۲۵                                | ترول دلاگنف                        | ۱۰–۰                               | جارگالسایخان چولونبات              |

| کوبا ۴ - روسیه ۴ برنده | کوبا ۴ - روسیه ۴ برنده | کوبا ۴ - روسیه ۴ برنده | کوبا ۴ - روسیه ۴ برنده |
| وزن                    | کشتی‌گیر کوبا           | نتیجه                  | کشتی‌گیر روسیه          |
| ---------------------- | ---------------------- | ---------------------- | ---------------------- |
| ۵۷                     | یولیس بون              | ۱۲–۱                   | ویکتور راسادین         |
| ۶۱                     | غیبت حریف              | –                      | مورشید موتالیموف       |
| ۶۵                     | فرانکلین مارن          | ۴–۳                    | زائوربک سیداکوف        |
| ۷۰                     | اندی گونزالس           | ۲–۲                    | اسراییل کاسوموف        |
| ۷۴                     | لیوان لوپز             | ۷–۲                    | عیسی دائودوف           |
| ۸۶                     | رینیریس سالاس(مصدوم)   | –                      | احمد ماگومدوف          |
| ۹۷                     | خاویر کورتینا          | ۸–۲                    | آسرت شوگنوف            |
| ۱۲۵                    | ادواردو رابی           | FALL–ب                 | یوری بلونوفسکی         |

## مسابقات نهایی
| ایران ۵ - ایالات متحده آمریکا ۳ | ایران ۵ - ایالات متحده آمریکا ۳ | ایران ۵ - ایالات متحده آمریکا ۳ | ایران ۵ - ایالات متحده آمریکا ۳ |
| وزن                             | کشتی‌گیر ایران                   | نتیجه                           | کشتی‌گیر ایالات متحده آمریکا     |
| ------------------------------- | ------------------------------- | ------------------------------- | ------------------------------- |
| ۵۷                              | حسن رحیمی                       | ۶–۵                             | تونی راموس                      |
| ۶۱                              | بهنام احسان‌پور                  | ۹–۷                             | کولمان اسکات                    |
| ۶۵                              | مسعود اسماعیل‌پور                | ۱–۳                             | برنت متکالف                     |
| ۷۰                              | حسن یزدانی                      | ۳–۱                             | نیک مارابل                      |
| ۷۴                              | مرتضی رضایی قلعه                | ۰–۱۰                            | جردن باروز                      |
| ۸۶                              | میثم مصطفی جوکار                | ۱۲–۲                            | کلایتون فوستر                   |
| ۹۷                              | محمدحسین محمدیان                | ۳–۳                             | جیک وارنر                       |
| ۱۲۵                             | کمیل قاسمی                      | ۳–۱                             | زاچ ری                          |

| جمهوری آذربایجان ۴ برنده - روسیه ۴ | جمهوری آذربایجان ۴ برنده - روسیه ۴ | جمهوری آذربایجان ۴ برنده - روسیه ۴ | جمهوری آذربایجان ۴ برنده - روسیه ۴ |
| وزن                                | کشتی‌گیر جمهوری آذربایجان           | نتیجه                              | کشتی‌گیر روسیه                      |
| ---------------------------------- | ---------------------------------- | ---------------------------------- | ---------------------------------- |
| ۵۷                                 | یاشار علی‌اف                        | ۱–۸                                | ویکتور راسادین                     |
| ۶۱                                 | حاجی علی‌اف                         | ۹–۴                                | مورشید موتالیموف                   |
| ۶۵                                 | ماگومد مسلیموف                     | ۶–۰                                | زائوربک سیداکوف                    |
| ۷۰                                 | روسلان دبیرکاجیف                   | ۴–۶                                | اسراییل کاسوموف                    |
| ۷۴                                 | مراد سلیمانوف                      | ۱–۴                                | یاکوپ شیخژامالوف                   |
| ۸۶                                 | الکساندر گوستیف                    | ۰–۴                                | دوران کوراگلیف                     |
| ۹۷                                 | شریف شریف‌اف                        | ۱–۱                                | یوری بلونوفسکی                     |
| ۱۲۵                                | جمال الدین ماگومداف                | ۱۲–۱                               | تیمور کوتسوئف                      |

| بلاروس ۵ - مغولستان ۳ | بلاروس ۵ - مغولستان ۳ | بلاروس ۵ - مغولستان ۳ | بلاروس ۵ - مغولستان ۳ |
| وزن                   | کشتی‌گیر بلاروس        | نتیجه                 | کشتی‌گیر مغولستان      |
| --------------------- | --------------------- | --------------------- | --------------------- |
| ۵۷                    | ولادیسلاو آندریو      | ب–FALL                | تسوگبارات دامینبازار  |
| ۶۱                    | ژیانیس ماکسیموف       | ۱۰–۷                  | نمخبایار باتسایخان    |
| ۶۵                    | عظمت نورکیکائو        | ۵–۵                   | مانداخناران گانزوریگ  |
| ۷۰                    | ژان صافیان            | ۹–۱۱                  | باچولون انخبایار      |
| ۷۴                    | علی شعبان‌اف           | ۸–۲                   | اونوربات پروجاو       |
| ۸۶                    | آمارحاجی محمدوف       | ۸–۵                   | اوسوغباتار پوروی      |
| ۹۷                    | ایوان یانکوسکی        | ۷–۲                   | خودربولگا دورجخاندین  |
| ۱۲۵                   | آلکسی شماروف          | ۹–۱                   | ادواردو رابی          |

| کوبا ۵ - ترکیه ۳ | کوبا ۵ - ترکیه ۳ | کوبا ۵ - ترکیه ۳ | کوبا ۵ - ترکیه ۳ |
| وزن              | کشتی‌گیر کوبا     | نتیجه            | کشتی‌گیر ترکیه    |
| ---------------- | ---------------- | ---------------- | ---------------- |
| ۵۷               | یولیس بون        | ۱۰–۰             | سزار آکگول       |
| ۶۱               | حاضر نشد         | –                | رکپ آکتاس        |
| ۶۵               | فرانکلین مارن    | ۱۰–۰             | مصطفی کارتال     |
| ۷۰               | اندی گونزالس     | ۴–۲              | صفا آکسوی        |
| ۷۴               | لیوان لوپز       | –                | حاضر نشد         |
| ۸۶               | حاضر نشد         | –                | سردار بوکه       |
| ۹۷               | خاویر کورتینا    | ۳–۰              | ابراهیم بولکباشی |
| ۱۲۵              | حاضر نشد         | –                | تانجو جمیسی      |

## جدول رده‌بندی
| تیم                 | بازی | برد | باخت |
| ------------------- | ---- | --- | ---- |
| ایران               | ۴    | ۴   | ۰    |
| ایالات متحده آمریکا | ۴    | ۳   | ۱    |
| جمهوری آذربایجان    | ۴    | ۳   | ۱    |
| روسیه               | ۴    | ۲   | ۲    |
| بلاروس              | ۴    | ۲   | ۲    |
| مغولستان            | ۴    | ۱   | ۳    |
| کوبا                | ۴    | ۱   | ۳    |
| ترکیه               | ۴    | ۰   | ۴    |